# Kırklareli (circonscription électorale)
La circonscription électorale de Kırklareli correspond à la province du même nom et envoie 3 députés à la Grande assemblée nationale de Turquie.

## Composition
La circonscription de Kırklareli est divisée en 8 districts (ilçe). Chaque district est composé d'un chef-lieu et de municipalités (communes et villages).

## Résultats électoraux

### Élections législatives de 2018
| Partis                   | Partis                                        | Voix    | %     | Sièges | +/-           | Élus                           |
| ------------------------ | --------------------------------------------- | ------- | ----- | ------ | ------------- | ------------------------------ |
|                          | Parti républicain du peuple (CHP)             | 118 168 | 47,49 | 2      |               | Türabi Kayan et Vecdi Gündoğdu |
|                          | Parti de la justice et du développement (AKP) | 66 885  | 26,88 | 1      | en stagnation | Selahattin Minsolmaz           |
|                          | Le Bon Parti (İYİ)                            | 40 604  | 16,32 | 0      | Nv.           |                                |
|                          | Parti d'action nationaliste (MHP)             | 12 125  | 4,87  | 0      | en stagnation |                                |
|                          | Parti démocratique des peuples (HDP)          | 8 417   | 3,38  | 0      | en stagnation |                                |
|                          | Parti de la félicité (SP)                     | 1 499   | 0,60  | 0      | en stagnation |                                |
|                          | Parti patriote (VATAN)                        | 695     | 0,28  | 0      | en stagnation |                                |
|                          | Parti de la cause libre (HÜDA PAR)            | 367     | 0,15  | 0      | en stagnation |                                |
|                          | Indépendants (Ind.)                           | 61      | 0,02  | 0      | en stagnation |                                |
|                          |                                               |         |       |        |               |                                |
| Total                    | Total                                         | 248 821 | 100   | 3      | en stagnation | -                              |
| Inscrits / participation | Inscrits / participation                      | 273 062 | 90,24 |        |               |                                |

### Élections législatives de 2023
| Partis                   | Partis                                        | Voix    | %     | Sièges | +/-           | Élus                          |
| ------------------------ | --------------------------------------------- | ------- | ----- | ------ | ------------- | ----------------------------- |
|                          | Parti républicain du peuple (CHP)             | 122 735 | 45,57 | 2      | en stagnation | Vecdi Gündoğdu et Fahri Özkan |
|                          | Parti de la justice et du développement (AKP) | 68 060  | 25,27 | 1      | en stagnation | Ahmet Gökhan Sarıçam          |
|                          | Le Bon Parti (İYİ)                            | 40 980  | 15,22 | 0      | en stagnation |                               |
|                          | Parti d'action nationaliste (MHP)             | 13 116  | 4,87  | 0      | en stagnation |                               |
|                          | Parti de la gauche verte (YSP)                | 5 327   | 1,98  | 0      | en stagnation |                               |
|                          | Parti des travailleurs de Turquie (TIP)       | 4 829   | 1,79  | 0      | en stagnation |                               |
|                          | Parti de la victoire (ZP)                     | 4 169   | 1,55  | 0      | Nv.           |                               |
|                          | Parti de la patrie (M)                        | 2 436   | 0,90  | 0      | Nv.           |                               |
|                          | Nouveau parti de la prospérité (YRP)          | 1 819   | 0,68  | 0      | Nv.           |                               |
|                          | Parti de la grande unité (BBP)                | 1 350   | 0,50  | 0      | en stagnation |                               |
|                          | Parti jeune (GP)                              | 1 092   | 0,41  | 0      | en stagnation |                               |
|                          | Parti de la justice (AP)                      | 728     | 0,27  | 0      | Nv.           |                               |
|                          | Parti de la mère patrie (ANAP)                | 491     | 0,18  | 0      | en stagnation |                               |
|                          | Parti de gauche (SOL)                         | 358     | 0,13  | 0      | en stagnation |                               |
|                          | Parti de l'union du pouvoir (GBP)             | 293     | 0,11  | 0      | Nv.           |                               |
|                          | Parti de la nation (MP)                       | 289     | 0,11  | 0      | en stagnation |                               |
|                          | Parti communiste de Turquie (TKP)             | 256     | 0,10  | 0      | en stagnation |                               |
|                          | Parti de la justice et de l'unité (AB)        | 246     | 0,09  | 0      | Nv.           |                               |
|                          | Parti des droits et libertés (HAK)            | 242     | 0,09  | 0      | en stagnation |                               |
|                          | Parti patriote (VATAN)                        | 240     | 0,09  | 0      | en stagnation |                               |
|                          | Parti de libération du peuple (HKP)           | 230     | 0,09  | 0      | en stagnation |                               |
|                          | Parti de la route nationale (MYP)             | 138     | 0,05  | 0      | Nv.           |                               |
|                          | Mouvement communiste (TKH)                    | 78      | 0,03  | 0      | Nv.           |                               |
|                          | Parti de l'innovation (YP)                    | 61      | 0,02  | 0      | Nv.           |                               |
|                          | Indépendants (Ind.)                           | 131     | 0,05  | 0      | en stagnation |                               |
|                          |                                               |         |       |        |               |                               |
| Total                    | Total                                         | 269 334 | 100   | 3      | en stagnation | -                             |
| Inscrits / participation | Inscrits / participation                      | 291 771 | 91,15 |        |               |                               |